# Vincencij Dolinar
Vincencij (Vinko) Dolinar, slovenski pesnik in vojak, * 31. oktober 1924, Sv. Petra Hrib, † 1945, Gradec, Avstrija.

## Življenje in delo
Vincencij (Vinko) Dolinar se je rodil, kot nezakonski sin  v majhni vasici Sv. Petra Hrib. Osnovno šolo je obiskoval v Škofji Loki, zaradi svoje nadarjenosti je šolanje nadaljeval na Državni realni gimnaziji kralja Aleksandra I. Zedinitelja v Kranju. Med II. svetovno vojno se je odločal med domobranci in partizani ter razmišljal o priključitvi k eni od skupin, vendar ga je prej doletela nasilna mobilizacija v nemško vojsko, kamor so ga vpoklicali leta 1944. Po nekaj tedenskem urjenju, je bil poslan na rusko fronto. Tam je bil konec leta 1944 ranjen, saj se mu je v trup zaril kos grante. Prepeljali so ga v bolnišnico v Gradec, kjer je trpel hude bolečine, rana pa se mu je zastrupila. Umrl je v začetku leta 1945.
Pisal je priložnostne pesmi in pesmi s politično vsebino. Za časa svojega življenja jih ni objavil, vse so ostale zapisane v zvezkih, ki so se oranil v njegovi zapuščini. Pesmi so preproste, po obliki so podobne Prešernovim. Nekaj pesmi je bilo objavljenih v reviji Ándoht (COBISS) in v Spisih Venceslava Burje (COBISS).